# Fisherowie
Growing Up Fisher – amerykański, serial telewizyjny, sitcom wyprodukowany przez  Universal Television oraz Aggregate Films. 9 maja 2013 roku, Fox zamówiła serial na sezon telewizyjny 2013/14, który będzie emitowany w midseasonie. Pomysłodawcą serialu jest DJ Nash. 10 stycznia 2014 roku, Fox potwierdziła datę premiery serialu, którą zaplanowano na  23 lutego 2014 roku.  9 maja 2014 roku, stacja Fox oficjalnie ogłosiła anulowanie serialu  Growing Up Fisher. W Polsce serial jest emitowany od 25 września 2014 roku przez stację Canal+

## Fabuła
Akcja serialu dzieje się w latach 80. Skupia się na rodzinie Fisher, która spotyka się po latach, gdyż ich rodzice chcą się rozwieść. 

## Obsada
- J.K. Simmons jako Mel Fisher
- Jenna Elfman jako Joyce Fisher
- Harold Perrineau jako  Fred
- Eli Baker jako Henry Fisher
- Ava Deluca-Verley jako Katie Fisher
- Lance Lim jako Runyen
- Payton jako Elvis

## Role drugoplanowe
- Constance Zimmer jako Alison[5]

## Odcinki
| Sezon | Sezon | Odcinki | Oryginalna emisja | Oryginalna emisja | Oryginalna emisja | Oryginalna emisja | Oryginalna emisja |
| Sezon | Sezon | Odcinki | Premiera sezonu   | Finał sezonu      | Premiera sezonu   | Finał sezonu      |                   |
| ----- | ----- | ------- | ----------------- | ----------------- | ----------------- | ----------------- | ----------------- |
|       | 1     | 13      | 23 lutego 2014    | 25 maja 2014      | 25 września 2014  | 18 grudnia 2014   |                   |

### Sezon 1 (2014)
| Nr | #  | Tytuł                          | Reżyseria            | Scenariusz                       | Premiera NBC     | Premiera Canal+      |
| -- | -- | ------------------------------ | -------------------- | -------------------------------- | ---------------- | -------------------- |
| 1  | 1  | Pilot                          | David Schwimmer      | DJ Nash                          | 23 lutego 2014   | 25 września 2014     |
| 2  | 2  | Now You See, Now You Don't     | Eric Appel           | Emily Cutler                     | 25 lutego 2014   | 2 października 2014  |
| 3  | 3  | The Date From Hell-Nado        | Michael Patrick Jann | DJ Nash                          | 4 marca 2014     | 9 października 2014  |
| 4  | 4  | Trust Fall                     | Michael Patrick Jann | Mathew Harawitz                  | 18 marca 2014    | 16 października 2014 |
| 5  | 5  | Work With Me                   | Eric Appel           | Laura Chinn                      | 25 marca 2014    | 23 października 2014 |
| 6  | 6  | Drug/Bust                      | Fred Savage          | Tucker Cawley                    | 1 kwietnia 2014  | 30 października 2014 |
| 7  | 7  | Katie You Can Drive My Car     | Linda Mendoza        | Adam Barr                        | 8 kwietnia 2014  | 6 listopada 2014     |
| 8  | 8  | The Man With the Spider Tattoo | Henry Chan           | Amelie Gillette, Spencer Sloan   | 15 kwietnia 2014 | 13 listopada 2014    |
| 9  | 9  | Desk/Job                       | Eric Appel           | David Holden                     | 22 kwietnia 2014 | 20 listopada 2014    |
| 10 | 10 | First Time's the Charm         | Michael Blieden      | Emily Cutler, Giuseppe Graziano  | 29 kwietnia 2014 | 27 listopada 2014    |
| 11 | 11 | Secret Lives of Fishers        | Linda Mendoza        | Tucker Cawley, Laura Chinn       | 6 maja 2014      | 4 grudnia 2014       |
| 12 | 12 | Madi About You                 | Dean Holland         | Mathew Harawitz, Amelie Gillette | 28 maja 2014     | 11 grudnia 2014      |
| 13 | 13 | Growing Up Fairbanks           | Matt Sohn            | DJ Nash, David Holden            | 11 czerwca 2014  | 18 grudnia 2014      |

## Ciekawostki
Początkowo rolę Joyce Fisher miała zagrać Parker Posey. Serial wcześniej nosił tytuł The Family Guide